# Les Fleurs du Mal
Les Fleurs du Mal – piętnasty album studyjny szwedzkiej grupy muzycznej Therion. Wydany 28 sierpnia 2012 nakładem End of the Light. Wszystkie utwory na nim są w języku francuskim. 

## Lista utworów
1. "Poupée de cire, poupée de son" - 2:51
2. "Une Fleur dans le cœur" - 3:03
3. "Initials B.B." - 3:44
4. "Mon Amour, mon ami" - 4:35
5. "Polichinelle" - 2:28
6. "La Maritza" - 3:54
7. "Sœur Angélique" - 3:05
8. "Dis-moi poupée" - 3:24
9. "Lilith" - 2:30
10. "En Alabama" - 2:39
11. "Wahala Manitou" - 2:34
12. "Je n'ai besoin que de tendresse" - 2:14
13. "La Licorne d'or" - 2:45
14. "J'ai le mal de toi" - 2:51
15. "Poupée de cire, poupée de son" - 2:31
16. "Les sucettes" - 2:40 (bonusowy na płytach w wersji french digipak i tour edition digipak[2])